# Varázslatos holmik irodája
A Varázslatos holmik irodája (eredeti cím: The Bureau of Magical Things) 2018-ban indult ausztrál televíziós vígjátéksorozat, amelynek alkotója Jonathan M. Shiff. A főbb szerepekben Kimie Tsukakoshi, Elizabeth Cullen, Mia Milnes, Julian Cullen és Rainbow Wedell látható.
Ausztráliában 2018. július 8-án a 10 Peach, Amerikában pedig 2018. október 8-án a TeenNick mutatta be. Magyarországon pedig a Nickelodeon mutatta be 2018. december 24-én.

## Ismertető
Az emberi és a mágikus világok harmóniában léteztek egymás mellett, de a fejlett technológia miatt a mágikus világ kiszorult, és a tündérek és más varázslatos lények veszélyeztetett fajokká váltak. Amikor Kyra felfigyel a mind az emberi, mind a mágikus világra leselkedő fenyegetésre, meg kell próbálnia egyesíteni az embereket, manókat és tündéreket, hogy megmentse őket. Kyrának és Peternek meg kell oldania a rejtélyt, hogy ki a titokzatos alak, aki ezt meg akarja akadályozni. A vizsgálat arra készteti őket, hogy felfedjék a titkokat mind az emberi, mind a mágikus világokban.

## Szereplők

### Főszereplők
| Szereplő          | Színész             | Magyar hang                                    |
| ----------------- | ------------------- | ---------------------------------------------- |
| Kyra              | Kimie Tsukakoshi    | Györke Laura                                   |
| Imogen            | Elizabeth Cullen    | Kántor Kitty (1. évad) Laudon Andrea (2. évad) |
| Lily              | Mia Milnes          | Károlyi Lilla Márta                            |
| Darra             | Julian Cullen       | Csiby Gergely                                  |
| Ruksy             | Rainbow Wedell      | Pekár Adrienn                                  |
| Peter             | Jamie Carter        | Baráth István                                  |
| Professor Maxwell | Christopher Sommers | Holl Nándor                                    |

### Visszatérő szereplők
| Szereplő | Színész                | Magyar hang       |
| -------- | ---------------------- | ----------------- |
| Mathilda | Arnijka Larcombe-Weate | Laurinyecz Réka   |
| Orla     | Melanie Zanetti        | Sipos Eszter Anna |
| Sean     | Nicholas Bell          | Varga T. József   |
| Doris    | Maggie Kirkpatrick     | Bókai Mária       |
| Ella     | Samantha Fitzgerald    | Erdős Borcsa      |
| Steve    | Steve Nation           | Czvetkó Sándor    |
| Trevor   | Steven Lunavich        | Szokol Péter      |

## Évados áttekintés
| Évad | Évad | Epizódok | Ausztrál sugárzás | Ausztrál sugárzás  | Amerikai sugárzás | Amerikai sugárzás | Magyar sugárzás a -on | Magyar sugárzás a -on | Magyar sugárzás a -en | Magyar sugárzás a -en |
| Évad | Évad | Epizódok | Évadpremier       | Évadfinálé         | Évadpremier       | Évadfinálé        | Évadpremier           | Évadfinálé            | Évadpremier           | Évadfinálé            |
| ---- | ---- | -------- | ----------------- | ------------------ | ----------------- | ----------------- | --------------------- | --------------------- | --------------------- | --------------------- |
|      | 1    | 20       | 2018. július 8.   | 2018. november 2.  | 2018. október 8.  | 2018. november 8. | 2018. december 24.    | 2019. január 18.      | 2021. január 16.      | 2021. október 27.     |
|      | 2    | 20       | 2021. július 10.  | 2021. augusztus 8. | TBA               | TBA               | 2021. november 22.    | 2021. december 17.    | 2021. november 22.    | 2022. június 3.       |

## Epizódok

### 1. évad (2018)
| #   | #   | Eredeti cím             | Magyar cím              | Rendezte    | Írta                           | Ausztrál premier     | Amerikai premier  | Magyar premier a -on | Magyar premier a -en | Gyártási kód |
| --- | --- | ----------------------- | ----------------------- | ----------- | ------------------------------ | -------------------- | ----------------- | -------------------- | -------------------- | ------------ |
| 1.  | 1.  | Magical Mishaps         | Egy kis varázsbaleset   | Grant Brown | Evan Clarry                    | 2018. július 8.      | 2018. október 8.  | 2018. december 24.   | 2021. március 13.    | 101          |
| 2.  | 2.  | Magic in the Air        | Varázslat a levegőben   | Grant Brown | Chris Anastassiades            | 2018. július 15.     | 2018. október 9.  | 2018. december 25.   | 2021. március 13.    | 102          |
| 3.  | 3.  | All the World's a Stage | Színház az egész világ  | Grant Brown | Alex Wyatt és Mark Shirrefs    | 2018. július 22.     | 2018. október 10. | 2018. december 26.   | 2021. október 27.    | 103          |
| 4.  | 4.  | Gone to the Dogs        | Az elkutyulódott postás | Grant Brown | Li-Kim Chuah                   | 2018. július 29.     | 2018. október 11. | 2018. december 27.   | 2021. január 16.     | 104          |
| 5.  | 5.  | A Knight to Remember    | Lovag mese              | Grant Brown | Anthony Morris                 | 2018. augusztus 5.   | 2018. október 15. | 2018. december 28.   | 2021. január 16.     | 105          |
| 6.  | 6.  | The Test                | A vizsga                | Grant Brown | Michelle Law                   | 2018. augusztus 12.  | 2018. október 16. | 2018. december 31.   | 2021. január 23.     | 106          |
| 7.  | 7.  | Fairy for a Day         | Egy tündéri nap         | Grant Brown | Sam Carroll                    | 2018. augusztus 19.  | 2018. október 17. | 2019. január 1.      | 2021. január 23.     | 107          |
| 8.  | 8.  | Shortcut                | Csalás                  | Grant Brown | Evan Clarry                    | 2018. augusztus 26.  | 2018. október 18. | 2019. január 2.      | 2021. január 30.     | 108          |
| 9.  | 9.  | On the Beach            | A tengerparton          | Grant Brown | Mark Shirrefs és Alex Wyatt    | 2018. szeptember 2.  | 2018. október 22. | 2019. január 3.      | 2021. január 30.     | 109          |
| 10. | 10. | Uncharted Waters        | Ismeretlen vizeken      | Grant Brown | Chris Anastassiades            | 2018. szeptember 9.  | 2018. október 23. | 2019. január 4.      | 2021. február 6.     | 110          |
| 11. | 11. | A Fairy Tale            | Tündérmese              | Evan Clarry | Evan Clarry                    | 2018. szeptember 16. | 2018. október 24. | 2019. január 7.      | 2021. február 6.     | 111          |
| 12. | 12. | Aisle 13                | Véletlen varázslatok    | Evan Clarry | Vicki Englund                  | 2018. szeptember 23. | 2018. október 25. | 2019. január 8.      | 2021. február 13.    | 112          |
| 13. | 13. | Forces of Attraction    | Mágikus vonzerő         | Evan Clarry | Sam Carroll                    | 2018. szeptember 30. | 2018. október 29. | 2019. január 9.      | 2021. február 11.    | 113          |
| 14. | 14. | The Eye of Horus        | Hórusz szeme            | Evan Clarry | Evan Clarry                    | 2018. október 7.     | 2018. október 30. | 2019. január 10.     | 2021. február 13.    | 114          |
| 15. | 15. | Judgment Day            | Az ítélet napja         | Evan Clarry | Sam Carroll                    | 2018. október 14.    | 2018. október 31. | 2019. január 11.     | 2021. február 20.    | 115          |
| 16. | 16. | Prize Day               | A díj                   | Evan Clarry | Alexa Wyatt                    | 2018. október 21.    | 2018. november 1. | 2019. január 14.     | 2021. február 20.    | 116          |
| 17. | 17. | Accused                 | A vád                   | Evan Clarry | Vicki Englund                  | 2018. október 28.    | 2018. november 5. | 2019. január 15.     | 2021. február 27.    | 117          |
| 18. | 18. | On the Case             | A nyomozás              | Evan Clarry | Vicki Englund                  | 2018. november 1.    | 2018. november 6. | 2019. január 16.     | 2021. február 27.    | 118          |
| 19. | 19. | End of the Road         | Az út vége              | Evan Clarry | Mark Shirrefs                  | 2018. november 2.    | 2018. november 7. | 2019. január 17.     | 2021. március 6.     | 119          |
| 20. | 20. | End of the Road         | Az út vége              | Evan Clarry | Vicki Englund és Mark Shirrefs | 2018. november 2.    | 2018. november 8. | 2019. január 18.     | 2021. március 6.     | 120          |

### 2. évad (2021)
| #   | #   | Eredeti cím           | Magyar cím         | Rendezte       | Írta                            | Ausztrál premier   | Amerikai premier | Magyar premier a -on | Magyar premier a -en | Gyártási kód |
| --- | --- | --------------------- | ------------------ | -------------- | ------------------------------- | ------------------ | ---------------- | -------------------- | -------------------- | ------------ |
| 21. | 1.  | Vanished              | Eltűnve            | Evan Clarry    | Mark Shirrefs                   | 2021. július 10.   | TBA              | 2021. november 22.   | 2021. november 22.   | 201          |
| 22. | 2.  | A Dangerous Secret    | Veszélyes titkok   | Evan Clarry    | Evan Clarry                     | 2021. július 10.   | TBA              | 2021. november 23.   | 2021. november 23.   | 202          |
| 23. | 3.  | Fortuna's Compact     | Fortuna tükre      | Evan Clarry    | Charlie Strachan és Alexa Wyatt | 2021. július 11.   | TBA              | 2021. november 24.   | 2021. november 24.   | 203          |
| 24. | 4.  | The Big Sneeze        | A nagy hapci       | Evan Clarry    | Vicki Englund                   | 2021. július 11.   | TBA              | 2021. november 25.   | 2021. november 25.   | 204          |
| 25. | 5.  | Welcome to the Jungle | Üdv a dzsungelben  | Evan Clarry    | Sam Carroll                     | 2021. július 17.   | TBA              | 2021. november 26.   | 2021. november 26.   | 205          |
| 26. | 6.  | Mirror Image          | Tükörmás           | Evan Clarry    | Evan Clarry                     | 2021. július 17.   | TBA              | 2021. november 29.   | 2021. november 29.   | 206          |
| 27. | 7.  | Testing Times         | Vizsgaidőszak      | Martha Goddard | Phil Enchelmaier                | 2021. július 18.   | TBA              | 2021. november 30.   | 2021. november 30.   | 207          |
| 28. | 8.  | Almost Famous         | Majdnem híresség   | Evan Clarry    | Evan Clarry                     | 2021. július 18.   | TBA              | 2021. december 1.    | 2021. december 1.    | 208          |
| 29. | 9.  | The Key to the Past   | Kulcs a múlthoz    | Evan Clarry    | Sam Carroll                     | 2021. július 24.   | TBA              | 2021. december 2.    | 2021. december 2.    | 209          |
| 30. | 10. | The Message           | Az üzenet          | Evan Clarry    | John Thomson                    | 2021. július 24.   | TBA              | 2021. december 3.    | 2021. december 3.    | 210          |
| 31. | 11. | The Enchanted Wood    | Az elvarázsolt fa  | Grant Brown    | Evan Clarry                     | 2021. július 25.   | TBA              | 2021. december 6.    | 2022. május 23.      | 211          |
| 32. | 12. | Liar, Liar            | Hazug, hazug       | Grant Brown    | Evan Clarry                     | 2021. július 25.   | TBA              | 2021. december 7.    | 2022. május 24.      | 212          |
| 33. | 13. | Let the Games Begin   | Kezdődjék a játék  | Grant Brown    | Alexa Wyatt                     | 2021. július 31.   | TBA              | 2021. december 8.    | 2022. május 25.      | 213          |
| 34. | 14. | New Tricks            | Új trükkök         | Grant Brown    | Phil Enchelmaier                | 2021. július 31.   | TBA              | 2021. december 9.    | 2022. május 26.      | 214          |
| 35. | 15. | Party Time            | Buli van!          | Grant Brown    | Gina Roncoli                    | 2021. augusztus 1. | TBA              | 2021. december 10.   | 2022. május 27.      | 215          |
| 36. | 16. | Revelations           | Felfedezések       | Grant Brown    | Vicki Englund                   | 2021. augusztus 1. | TBA              | 2021. december 13.   | 2022. május 30.      | 216          |
| 37. | 17. | The Heist             | A rablás           | Grant Brown    | Sam Carroll                     | 2021. augusztus 7. | TBA              | 2021. december 14.   | 2022. május 31.      | 217          |
| 38. | 18. | Beginning of the End  | A vég kezdete      | Grant Brown    | Alexa Wyatt                     | 2021. augusztus 7. | TBA              | 2021. december 15.   | 2022. június 1.      | 218          |
| 39. | 19. | A Desparate Plan      | Kétségbeesett terv | Grant Brown    | Alexa Wyatt                     | 2021. augusztus 8. | TBA              | 2021. december 16.   | 2022. június 2.      | 219          |
| 40. | 20. | No More Secrets       | Nincs több titok   | Grant Brown    | Mark Shirrefs                   | 2021. augusztus 8. | TBA              | 2021. december 17.   | 2022. június 3.      | 220          |

## Gyártás
2017. július 17-én bejelentették, hogy új gyereksorozatot forgatnak Queenslandben Jonathan M. Shiff alkotásával. A sorozatot Gold Coast, Brisbane és Arundel területeken forgatták, a forgatás 2017 júliusában kezdődik és 2017 decemberében ért véget. A sorozat főszereplői Kimie Tsukakoshi, Elizabeth Cullen, Julian Cullen, Mia Milnes, Rainbow Wedell, Jamie Carter, Nicholas Bell , Christopher Sommers, Steve Nation és Melanie Zanetti. Evan Clarry és Grant Brown rendezték. A sorozatot Ausztráliában az Elevenen sugározták. 2018. szeptember 22-én a Nickelodeon megszerezte a sorozat jogait, és bejelentette, hogy a sorozat premierje az Egyesült Államokban 2018. október 8-án lesz.
2019. november 27-én bejelentették, hogy a berendelték második évadot, a gyártásra 2019 decembere és 2020 júliusa között került sor az ausztráliai Queenslandben. A gyártás néhány hónapig állt a koronavírus-járvány miatt.